# 331 Dywizja Piechoty (III Rzesza)
331 Dywizja Piechoty (niem. 331. Infanterie-Division) – niemiecka dywizja z czasów II wojny światowej, sformowana na poligonie Königsbrück na mocy rozkazu z 15 grudnia 1941, w 17. fali mobilizacyjnej w IV Okręgu Wojskowym.

## Struktura organizacyjna
- Struktura organizacyjna w grudniu 1941 roku:

557., 558. i 559. pułk piechoty, 331. pułk artylerii, 331. oddział przeciwpancerny, 331. oddział łączności;
- Struktura organizacyjna w maju 1942 roku:

557., 558. i 559. pułk piechoty, 331. pułk artylerii, 331. batalion pionierów, 331. oddział rozpoznawczy, 331. oddział łączności;
- Struktura organizacyjna w kwietniu 1943 roku:

558. i 559. pułk grenadierów, 331. pułk artylerii, 331. batalion pionierów, 331. oddział rozpoznawczy, 331. oddział przeciwpancerny, 331. oddział łączności;
- Struktura organizacyjna we wrześniu 1943 roku:

557., 558. i 559. pułk grenadierów, 331. pułk artylerii, 331. batalion pionierów, 331. batalion fizylierów, 331. oddział przeciwpancerny, 331. oddział łączności, 331. polowy batalion zapasowy;
- Struktura organizacyjna w kwietniu 1944 roku:

557., 558. i 559. pułk grenadierów, 331. pułk artylerii, 331. batalion pionierów, 331. batalion fizylierów, 331. oddział przeciwpancerny, 331. oddział łączności, 331. polowy batalion zapasowy;

## Dowódcy dywizji
- gen. por. Fritz Hengen 15 XII 1941 – 30 XII 1941;
- gen.  Franz Beyer 30 XII 1941 – 21 II 1942;
- gen. por.  Karl – Ludwig Rhein 22 II 1942 – 1 I 1944;
- gen. mjr Heinz Furbach 1 I 1944 – 25 IV 1944;
- gen. por.  Karl – Ludwig Rhein 25 IV 1944 – 1 VIII 1944;
- gen. por.  Walter Steinmüller 1 VIII 1944 – 16 X 1944;
- gen. por.  Erich Diestel 16 X 1944 – 8 V 1945;